# 辰渓県
辰渓県（しんけい-けん）は中華人民共和国湖南省懐化市に位置する県。
長江の支流で、洞庭湖へ注ぐ沅江が流れている。

## 行政区画
- 鎮：辰陽鎮、孝坪鎮、田湾鎮、火馬沖鎮、黄渓口鎮、潭湾鎮、安坪鎮、錦浜鎮、修渓鎮
- 郷：船渓郷、長田湾郷、小竜門郷、竜頭庵郷、大水田郷、橋頭渓郷、竜泉岩郷、柿渓郷、譚家場郷
- 民族郷：後塘ヤオ族郷、蘇木渓ヤオ族郷、羅子山ヤオ族郷、上蒲渓ヤオ族郷、仙人湾ヤオ族郷